# サイモン・フォアマン

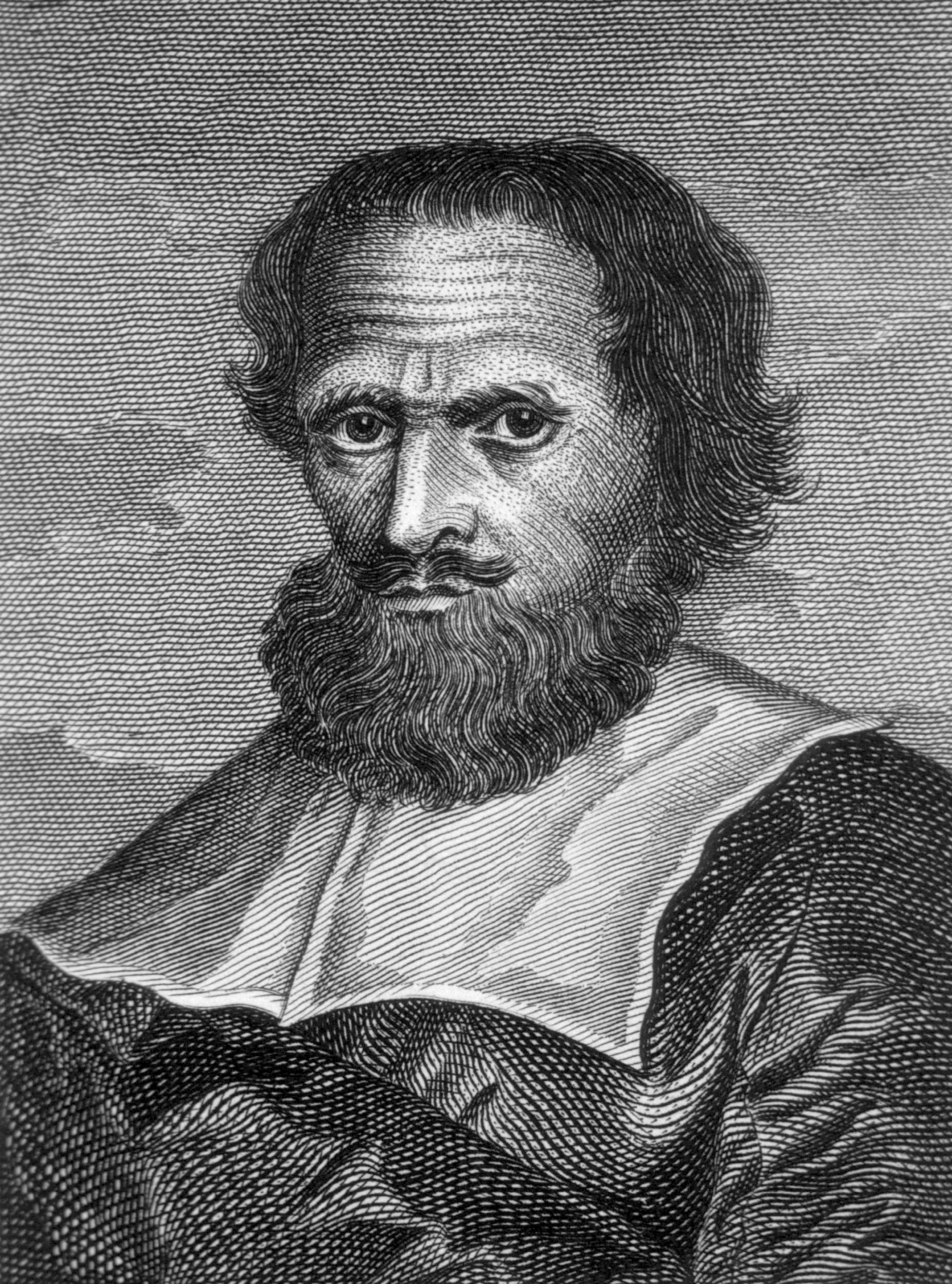
サイモン・フォアマン

サイモン・フォアマン（Simon Forman、1552年12月30日 - 1611年9月15日）は、イングランドのエリザベス1世時代に著名だった 神秘学者、占星術師である。

## 「観劇記」
今日、フォアマンが名を残すのは主に彼が書き残した『観劇記』（独特のスペルで "Bocke of Plaies" と題されている）によってである。
これには、彼の最晩年となった 1610-11年にロンドンで観劇した4つの演劇がそのあらすじなどと共に記録されている。
このうち、以下の3つについてはシェイクスピア作品の信頼できる上演記録として有名である。
『マクベス』 1610年4月20日 グローブ座に於いて
『冬物語』 1611年5月15日 グローブ座に於いて
『シンベリン』（劇場名、観劇年月日の記載なし）
しかしながら、残る記録
『リチャード二世』 1611年4月30日 グローブ座に於いて
は大きな問題となっている。フォアマンが書き残した劇の内容から、シェイクスピアの同題名作品とは明らかに違う作品であり、またこの時期にシェイクスピアのもの以外の『リチャード2世』の題を持つ作品が存在したことは一切記録に残っていないからである。
他にもフォアマンの「観劇記」にはいくつかの疑問点が提示されており、研究者によるさまざまな提案はあるものの定説にはいたらず、いまだに多くの謎を含む書である。